# 迭戈·雷耶斯
迭戈·雷耶斯（西班牙語：Diego Reyes，1992年9月19日—），墨西哥男子足球运动员，司职中场。他曾代表墨西哥国奥队参加2012年夏季奥林匹克运动会足球比赛，获得一枚金牌。他也曾参加2014年国际足联世界杯。

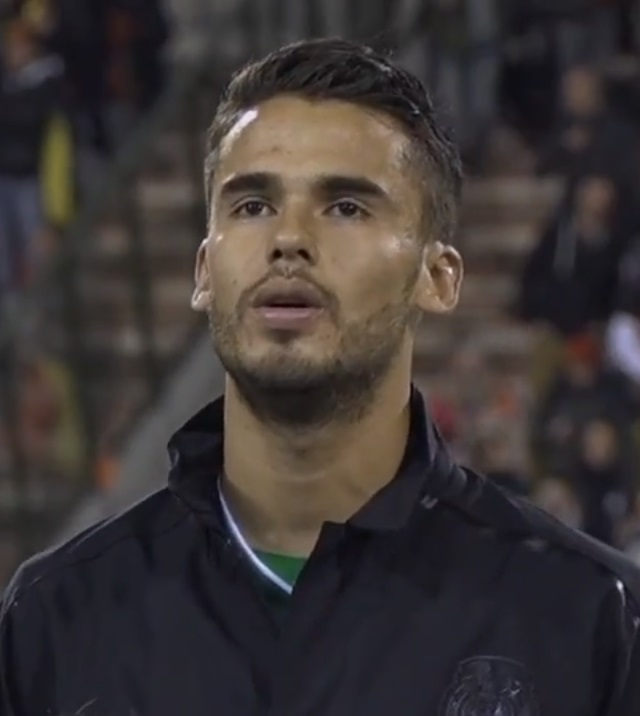
2017年